# كزافييه بوراس
كزافييه بوراس (بالإسبانية: Javier Porras Santana)‏ هو منافس ألعاب قوى إسباني، ولد في 22 أغسطس 1981 في أولوت في إسبانيا.

## روابط خارجية
- كزافييه بوراس على موقع Paralympic.org (الإنجليزية)
- كزافييه بوراس على موقع اللجنة البارالمبية الإسبانية (الإسبانية)